# أبيجيل تشايلد
أبيجيل تشايلد (بالإنجليزية: Abigail Child)‏ هي صانعة أفلام وكاتِبة وشاعرة أمريكية، ولدت في 1948 في نيوآرك في الولايات المتحدة.

## وصلات خارجية
- الموقع الرسمي
- أبيجيل تشايلد على موقع IMDb (الإنجليزية)
- أبيجيل تشايلد على موقع أول موفي (الإنجليزية)